# Moseliget fra Vindeby II
Moseliget fra Vindeby (også benævnt Manden fra Vindeby) er et moselig fra jernalderen, som blev fundet 1952 i det nordlige Tyskland, nær Vindeby Nor ved Egernførde. 
Moseliget stammer fra perioden 380 til 185 f.Kr. Manden fra Vindeby er dermed godt 300 år ældre end Moseliget fra Vindeby I.
Fundet kan i dag ses på Gottorp Museum i Slesvig by.